# 不可侵条約
不可侵条約（ふかしんじょうやく）とは相互に相手国に対して侵略行為を行わない事を国際的に約束し、条約によって明文化するもの。不侵略条約と言われる場合もある。条約締結国間では常時侵略行為と見なされる行動が禁じられ、片方の国が戦争状態になった場合にはその交戦相手国に対する一切の援助・支援が間接的な侵略行為と見なされて禁じられる。条約の大部分はどちらかまたは両方の国が破棄宣告してから満1年後に効力を失う（日ソ中立条約など）。
不可侵条約と似た条約に中立条約があるが、その効力の範囲に差があると考えられている。

## 主な不可侵条約
- ソ連・リトアニア不可侵条約　（1926年）
- ソ連・ポーランド不可侵条約　（1932年）
- ソ連・フィンランド不可侵条約　（1932年）
- ソ連・エストニア不可侵条約　（1932年）
- ソ連・ラトビア不可侵条約　（1932年）
- 仏ソ不可侵条約　（1932年）
- ドイツ・ポーランド不可侵条約　（1934年）
- 中ソ不可侵条約　（1937年）
- 独ソ不可侵条約　（1939年）
- ソ連・ユーゴスラヴィア不可侵条約　（1941年）
- 日ソ中立条約　（1941年）